# 24-Stunden-Rennen von Le Mans 1951

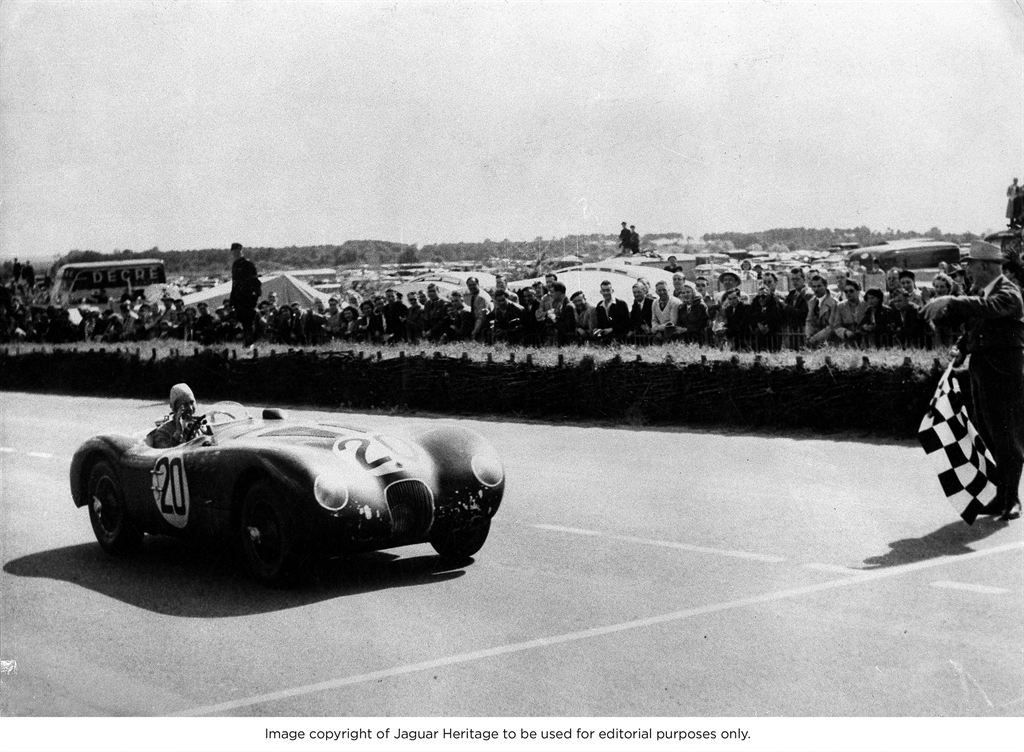
Peter Whitehead im Jaguar XK 120 überquert als Sieger die Ziellinie

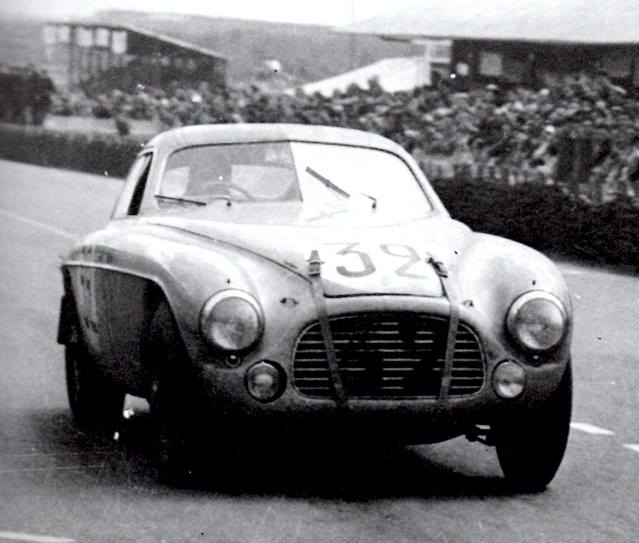
Das Damenduo Yvonne Simon und Betty Haig fuhr ihren Ferrari 166 MM Berlinetta an die 15. Stelle der Gesamtwertung

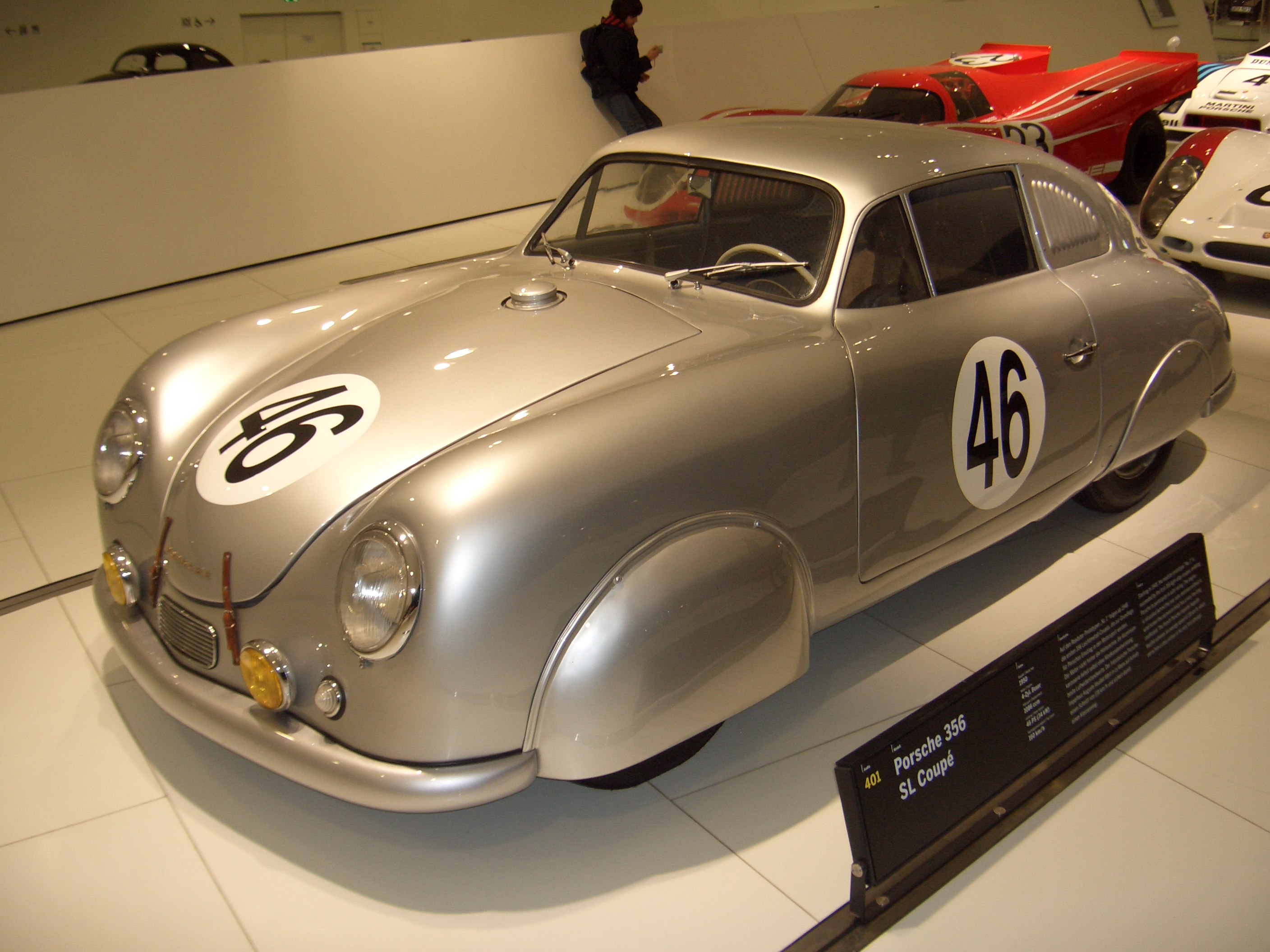
Der erste Porsche-Le-Mans-Rennwagen. Das 356/4 SL Coupe mit der Startnummer 46 wurde von Auguste Veuillet und Edmond Mouche gefahren. Die beiden Franzosen erreichten den 19. Rang in der Gesamtwertung und gewannen die Rennklasse für Fahrzeuge bis 1,1-Liter-Hubraum.

Das 19. 24-Stunden-Rennen von Le Mans, der 19e Grand Prix d’Endurance les 24 Heures du Mans, auch 24 Heures du Mans, Circuit de la Sarthe, Le Mans, fand vom 22. bis 23. Juni 1951 auf dem Circuit des 24 Heures statt.

## Vor dem Rennen
Das 24-Stunden-Rennen dieses Jahres ist für die Marke Porsche von historischer Bedeutung. Zum ersten Mal wurden zwei Rennwagen aus Zuffenhausen bei diesem Langstreckenrennen ins Training geschickt. Für das damals noch junge Sportwagenunternehmen pilotierten die beiden Franzosen Auguste Veuillet und Edmond Mouche ein Porsche 356/4 SL Coupé. Das zweite Coupé fuhr ein weiterer Franzose, Robert Brunet, der sich das Cockpit mit dem Deutschen Rudolph Sauerwein teilte. Dieses Fahrzeug konnte jedoch nicht am Rennen teilnehmen, da Brunet damit im Training einen Unfall hatte. Für Porsche war das Rennen der Startschuss einer langen Verbundenheit mit diesem Rennen. Wenn auch nicht immer vom Werk selbst eingesetzt, waren bis heute bei jedem Le-Mans-Rennen Rennfahrzeuge von Porsche am Start.
Neben Porsche gab auch Lancia mit einer Aurelia B20 GT sein Le-Mans-Debüt. Aus den USA kamen die neuen Sportwagen von Briggs Cunningham, der sich mit seinen Prototypen mit den 5,4-Liter-V8-Motoren von Chrysler Chancen auf den Gesamtsieg machte. Größte Gegnerschaft kam von den Werks-Aston Martin, den Jaguar und den Talbot. Der dreifache Le-Mans-Sieger Luigi Chinetti brachte einen neuen Ferrari 340 America Barchetta an die Sarthe.
Die französischen Teams konzentrierten sich auf die hubraumkleinen Rennklassen, wo auch Pierre Lefaucheux – der Präsident von Renault – vier Werks-4CV ins Rennen schickte.

## Rennverlauf
Das Rennen litt von Beginn an unter dem schlechten Wetter, vor allem der Samstag war komplett verregnet, und auf der Rennbahn konnte das Wasser kaum mehr ablaufen. Fünf Runden nach dem Start hatte der Franzose Jean Larivière einen tödlichen Unfall, als sein Ferrari 212 am Ende der Hunaundières-Geraden Aquaplaning bekam und in die Leitschienen prallte.
Vom Start weg führte zuerst José Froilán González im schweren Talbot-Lago, wurde aber bald von Stirling Moss überholt, der in einem unglaublichen Tempo dem Feld auf und davon fuhr. Um Mitternacht hatte die drei führenden Jaguar das restliche Feld mindestens einmal überrundet. Die Cunningham konnten das Tempo an der Spitze nicht mitfahren, und nach dem Ausfall der Talbot mussten auch zwei Jaguar – darunter auch der Moss-Wagen – mit Defekten abgestellt werden.
Am Ende feierte die Marke aus Coventry aber den ersten von insgesamt sieben Le-Mans-Gesamtsiegen. Porsche feierte einen ersten Klassensieg, vier Plätze vor dem schnellsten Renault. Überschattet wurde das Rennen vom tödlichen Unfall des Franzosen Jean Larivière schon in der fünften Runde.

## Ergebnisse

### Piloten nach Nationen
| 58 Franzosen | 37 Briten    | 12 US-Amerikaner | 5 Italiener | 3 Argentinier |
| 2 Belgier    | 1 Marokkaner | 1 Monegasse      | 1 Schweizer |               |

### Schlussklassement
| Pos.               | Klasse | Nr. | Team                          | Fahrer                               | Chassis                               | Motor                | Reifen | Runden |
| ------------------ | ------ | --- | ----------------------------- | ------------------------------------ | ------------------------------------- | -------------------- | ------ | ------ |
| 1                  | S 5.0  | 20  | Peter Walker                  | Peter Walker Peter Whitehead         | Jaguar XK 120C                        | Jaguar 3.4L I6       | D      | 267    |
| 2                  | S 5.0  | 9   | Pierre Meyrat                 | Pierre Meyrat Guy Mairesse           | Talbot-Lago T26 GS                    | Talbot-Lago 4.5L I6  | D      | 258    |
| 3                  | S 3.0  | 26  | Aston Martin Ltd.             | Lance Macklin Eric Thompson          | Aston Martin DB2                      | Aston Martin 2.6L I6 | D      | 257    |
| 4                  | S 5.0  | 10  | Pierre Levegh                 | Pierre Levegh René Marchand          | Talbot-Lago Monoplace Decalee         | Talbot-Lago 4.5L I6  | D      | 256    |
| 5                  | S 3.0  | 25  | Aston Martin Ltd.             | George Abecassis Brian Shawe-Taylor  | Aston Martin DB2                      | Aston Martin 2.6L I6 | D      | 255    |
| 6                  | S 5.0  | 19  | Donald Healey Motor Company   | Tony Rolt Duncan Hamilton            | Nash-Healey Sport Coupe               | Nash 3.8L V8         | D      | 255    |
| 7                  | S 3.0  | 24  | Aston Martin Ltd.             | Reginald Parnell David Hampshire     | Aston Martin DB2                      | Aston Martin 2.6L I6 | D      | 252    |
| 8                  | S 5.0  | 15  | Luigi Chinetti                | Luigi Chinetti Jean Lucas            | Ferrari 340 America Barchetta         | Ferrari 4.1L V12     | D      | 246    |
| 9                  | S 3.0  | 29  | Norbert-Jean Mahé             | Norbert-Jean Mahé Jacques Péron      | Ferrari 212 Export                    | Ferrari 2.6L V12     | D      | 244    |
| 10                 | S 3.0  | 28  | N.H. Mann                     | Nigel Mann Mortimer Morris-Goodall   | Aston Martin DB2                      | Aston Martin 2.6L I6 | D      | 236    |
| 11                 | S 3.0  | 21  | Robert Lawrie                 | Robert Lawrie Ivan Waller            | Jaguar XK 120C                        | Jaguar 3.4L I6       | D      | 236    |
| 12                 | S 2.0  | 33  | Scuderia Ambrosiana           | Giovanni Lurani Giovanni Bracco      | Lancia Aurelia B20 GT                 | Lancia 2.0L V6       | M      | 235    |
| 13                 | S 3.0  | 27  | P. T. C. Clark                | Peter Clark Jack Scott               | Aston Martin DB2                      | Aston Martin 2.6L I6 | D      | 233    |
| 14                 | S 2.0  | 35  | Automobiles Frazer Nash Ltd.  | Eric Winterbottom John Marshall      | Frazer Nash Le Mans Replica           | Bristol 2.0L I6      | D      | 232    |
| 15                 | S 2.0  | 32  | Luigi Chinetti                | Yvonne Simon Betty Haig              | Ferrari 166 MM Berlinetta             | Ferrari 2.0L V12     | D      | 231    |
| 16                 | S 3.0  | 31  | Charles Moran                 | Charles Moran Franco Cornacchia      | Ferrari 212 Export                    | Ferrari 2.6L V12     | D      | 227    |
| 17                 | S 5.0  | 11  | André Chambas                 | André Morel André Chambas            | Talbot-Lago T26 Grand Sport Barchetta | Talbot-Lago 4.5L I6  | D      | 226    |
| 18                 | S 2.0  | 34  | M.P. Trevelyan                | Richard Stoop Peter Wilson           | Frazer Nash Mille Miglia              | Bristol 2.0L I6      | D      | 217    |
| 19                 | S 1.1  | 46  | Porsche KG                    | Auguste Veuillet Edmond Mouche       | Porsche 356/4 SL Coupe                | Porsche 1.1L Flat-4  | D      | 210    |
| 20                 | S 1.1  | 48  | Automobiles Deutsch et Bonnet | René Bonnet Élie Bayol               | DB Tank                               | Panhard 0.9L Flat-2  | D      | 206    |
| 21                 | S 1.5  | 66  | Marcel Becquart               | Marcel Becquart Gordon Wilkins       | Jowett Jupiter R1                     | Jowett 1.5L Flat-4   | D      | 203    |
| 22                 | S 750  | 50  | Team Renault                  | François Landon André Briat          | Renault 4CV                           | Renault 0.7L I4      | M      | 197    |
| 23                 | S 750  | 60  | Ets. Monopole                 | Jean de Montrémy Jean Hémard         | Monopole X84                          | Panhard 0.6L FLat-2  | D      | 194    |
| 24                 | S 750  | 61  | Raymond Gaillard              | Raymond Gaillard Pierre Chancel      | Panhard Dyna X84                      | Panhard 0.6L Flat-2  | D      | 190    |
| 25                 | S 750  | 54  | Jacques Lecat                 | Jacques Lecat Henri Senfftleben      | Renault 4CV                           | Renault 0.7L I4      | D      | 184    |
| 26                 | S 750  | 58  | Auguste Lachaize              | Jean-Paul Colas Robert Schollemann   | Callista RAN D120                     | Panhard 0.6L Flat-2  | D      | 183    |
| 27                 | S 750  | 53  | Just-Émile Vernet             | Just-Émile Vernet Jean Pairard       | Renault 4CV                           | Renault 0.7L I4      | D      | 181    |
| 28                 | S 750  | 56  | Automobiles Deutsch et Bonnet | Michel Aunaud Louis Pons             | DB Tank                               | Panhard 0.6L Flat-2  | D      | 179    |
| Nicht klassiert    |        |     |                               |                                      |                                       |                      |        |        |
| 29                 | S 8.0  | 2   | S. H. Allard                  | Peter Reece Alfred Hitchings         | Allard J2                             | Cadillac 5.4L V8     | D      | 232    |
| 30                 | S 8.0  | 4   | Briggs Cunningham             | Phil Walters John Fitch              | Cunningham C2-R                       | Chrysler 5.5L V8     | F      | 223    |
| 31                 | S 5.0  | 14  | H.S.F. Hay                    | Soltan Hay Tommy Clarke              | Bentley 4¼ Paulin                     | Bentley 4.3L I6      | D      | 204    |
| Disqualifiziert    |        |     |                               |                                      |                                       |                      |        |        |
| 32                 | S 750  | 57  | Louis Eggen                   | Louis Eggen André Beaulieux          | DB                                    | Panhard 0.7L Flat-2  | D      | 184    |
| 33                 | S 5.0  | 16  | Luigi Chinetti                | Pierre Louis-Dreyfus Louis Chiron    | Ferrari 340 America Barchetta         | Ferrari 4.1L V12     | D      | 29     |
| Ausgefallen        |        |     |                               |                                      |                                       |                      |        |        |
| 34                 | S 750  | 51  | Team Renault                  | Jean-Louis Rosier Jean Estager       | Renault 4CV                           | Renault 0.7L I4      | D      | 194    |
| 35                 | S 750  | 52  | Team Renault                  | Jean Sandt Paul Moser                | Renault 4CV                           | Renault 0.7L I4      | D      | 177    |
| 36                 | S 8.0  | 1   | S.H. Allard                   | Sydney Allard Tom Cole               | Allard J2                             | Cadillac 5.4L V8     | D      | 134    |
| 37                 | S 1.1  | 45  | Roger Caron                   | Roger Caron André Guillard           | Simca Huit Sport                      | Simca 1.1L I4        | D      | 133    |
| 38                 | S 5.0  | 17  | Bill Spear                    | Bill Spear Johnny Claes              | Ferrari 340 America Barchetta         | Ferrari 4.1L V12     | D      | 132    |
| 39                 | S 1.5  | 37  | Equipe Gordini                | Pierre Veyron Georges Monneret       | Simca-Gordini T15S                    | Gordini 1.5L I4      | D      | 130    |
| 40                 | S 5.0  | 7   | Henri Louveau                 | José Froilán González Onofre Marimón | Talbot-Lago T26 GS                    | Talbot-Lago 4.5L I6  | D      | 128    |
| 41                 | S 5.0  | 18  | E.R. Hall                     | Eddie Hall Giuseppe Navone           | Ferrari 340 America Barchetta         | Ferrari 4.1L V12     | E      | 125    |
| 42                 | S 8.0  | 5   | Briggs Cunningham             | George Rand Fred Wacker              | Cunningham C2-R                       | Chrysler 5.5L V8     | F      | 98     |
| 43                 | S 5.0  | 6   | Louis Rosier                  | Louis Rosier Juan Manuel Fangio      | Talbot-Lago T26 GS                    | Talbot-Lago 4.5L I6  | D      | 92     |
| 44                 | S 5.0  | 22  | Stirling Moss                 | Stirling Moss Jack Fairman           | Jaguar XK 120C                        | Jaguar 3.4L I6       | D      | 92     |
| 45                 | S 5.0  | 62  | Henry Leblanc                 | Henry Leblanc Robert Bertrand        | Delahaye 135CS                        | Delahaye 3.6L I6     | D      | 88     |
| 46                 | S 1.5  | 43  | George Phillips               | George Phillips Alan Rippon          | MG TD                                 | MG 1.3L I4           | D      | 80     |
| 47                 | S 1.5  | 40  | Equipe Gordini                | José Scaron Aldo Gordini             | Simca-Gordini T15S                    | Gordini 1.5L I4      | D      | 77     |
| 48                 | S 8.0  | 3   | Briggs Cunningham             | Briggs Cunningham George Huntoon     | Cunningham C2-R                       | Chrysler 5.5L V8     | F      | 76     |
| 49                 | S 2.0  | 64  | René Bouchard                 | René Bouchard Lucien Farnaud         | Ferrari 166MM Barchetta               | Ferrari 2.0L V12     | D      | 75     |
| 50                 | S 5.0  | 23  | Clemente Biondetti            | Clemente Biondetti Leslie Johnson    | Jaguar XK 120C                        | Jaguar 3.4L I6       | D      | 50     |
| 51                 | S 1.5  | 39  | Equipe Gordini                | Maurice Trintignant Jean Behra       | Simca-Gordini T15S                    | Gordini 1.5L I4      | D      | 49     |
| 52                 | S 1.5  | 41  | Jowett Cars Ltd.              | Tommy Wisdom Tommy Wise              | Jowett Jupiter R1                     | Jowett 1.5L Flat-4   | D      | 48     |
| 53                 | S 750  | 59  | Crosley                       | George Schrafft Phil Stiles          | Crosley Hotshot Sport                 | Crosley 0.7L I4      | F      | 40     |
| 54                 | S 750  | 49  | Jacques Poch                  | Jacques Poch Maurice Vaselle         | Aero Minor                            | Aero 0.7L I2         | E      | 40     |
| 55                 | S 750  | 55  | Satecmo                       | Georges Claude Pierre Clause         | Renault 4CV                           | Renault 0.7L I4      | E      | 38     |
| 56                 | S 5.0  | 8   | Eugène Chaboud                | Eugène Chaboud Lucien Vincent        | Talbot-Lago T26 GS                    | Talbot-Lago 4.5L I6  | D      | 33     |
| 57                 | S 1.5  | 38  | Equipe Gordini                | Robert Manzon André Simon            | Simca-Gordini T15S                    | Gordini 1.5L I4      | D      | 26     |
| 58                 | S 5.0  | 12  | Ets. Delettrez                | Jean Delettrez Jacques Delettrez     | Delettrez Diesel                      | Delettrez 4.5L I6    | D      | 24     |
| 59                 | S 1.5  | 42  | Jowett Cars Ltd.              | Bert Hadley Charles Goodacre         | Jowett Jupiter R1                     | Jowett 1.5L Flat-4   | D      | 19     |
| 60                 | S 3.0  | 30  | Johnny Claes                  | Jean Larivière André Guelfi          | Ferrari 212 Export C                  | Ferrari 2.6L V12     | D      | 5      |
| Nicht gestartet    |        |     |                               |                                      |                                       |                      |        |        |
| 61                 | S 1.1  | 47  | Porsche KG                    | Rudolph Sauerwein Robert Brunet      | Porsche 356/4 SL Coupe                | Porsche 1.1L Flat-4  | D      | 1      |
| Nicht qualifiziert |        |     |                               |                                      |                                       |                      |        |        |
| 62                 | S 3.0  |     | Maurice Falkner               | Maurice Falkner IPB Danton           | Aston Martin DB2                      | Aston Martin 2.6L I6 |        | 2      |

1 Unfall im Training
2 Reserve

### Nur in der Meldeliste
Hier finden sich Teams, Fahrer und Fahrzeuge die ursprünglich für das Rennen gemeldet waren, aber aus den unterschiedlichsten Gründen daran nicht teilnahmen.
| Pos. | Klasse | Nr. | Team          | Fahrer                                      | Chassis           | Motor | Reifen |
| ---- | ------ | --- | ------------- | ------------------------------------------- | ----------------- | ----- | ------ |
| 63   |        | 36  | Norman Culpan | Norman Culpan Harold John Aldington         | Frazer-Nash       |       |        |
| 64   |        |     |               | Luigi Piotti Roger Crovetto Giulio Cabianca | Osca              |       |        |
| 65   |        |     |               | José Froilán González Onofre Marimón        | Simca-Gordini     |       |        |
| 66   |        |     |               | Alexis Constantin                           | Constantin 203C   |       |        |
| 67   |        |     |               | Johnny Claes                                | Talbot-Lago T26GS |       |        |
| 68   |        |     |               | Henri Louveau                               | Talbot            |       |        |

### Biennale-Cup
| Pos. | Nr. | Fahrer                          | Chassis          | Koeffizient | Platzierung im Gesamtklassement |
| ---- | --- | ------------------------------- | ---------------- | ----------- | ------------------------------- |
| 1    | 60  | Jean de Montrémy Jean Hémard    | Monopole X84     | 2.629,116   | Rang 23                         |
| 2    | 61  | Raymond Gaillard Pierre Chancel | Panhard Dyna X84 | 2.576,610   | Rang 24                         |
| 3    | 20  | Peter Walker Peter Whitehead    | Jaguar XK 120C   | 3.611,193   | Gesamtsieg                      |

### Index of Performance
| Pos. | Nr. | Fahrer                              | Chassis                               | Koeffizient | Platzierung im Gesamtklassement |
| ---- | --- | ----------------------------------- | ------------------------------------- | ----------- | ------------------------------- |
| 1    | 60  | Jean de Montrémy Jean Hémard        | Monopole X84                          | 1.37600     | Rang 23                         |
| 2    | 61  | Raymond Gaillard Pierre Chancel     | Panhard Dyna X84                      | 1.35100     | Rang 24                         |
| 3    | 20  | Peter Walker Peter Whitehead        | Jaguar XK 120C                        | 1.32600     | Gesamtsieg                      |
| 4    | 26  | Lance Macklin Eric Thompson         | Aston Martin DB2                      | 1.31600     | Rang 3                          |
| 5    | 48  | René Bonnet Élie Bayol              | DB Tank                               | 1.30800     | Rang 20                         |
| 6=   | 50  | François Landon André Briat         | Renault 4CV                           | 1.30600     | Rang 22                         |
| 6=   | 25  | George Abecassis Brian Shawe-Taylor | Aston Martin DB2                      | 1.30600     | Rang 5                          |
| 8    | 58  | Jean-Paul Colas Robert Schollemann  | Callista RAN D120                     | 1.29700     | Rang 26                         |
| 9    | 24  | Reginald Parnell David Hampshire    | Aston Martin DB2                      | 1.28800     | Rang 7                          |
| 10   | 19  | Tony Rolt Duncan Hamilton           | Nash-Healey Sport Coupe               | 1.25400     | Rang 6                          |
| 11=  | 46  | Auguste Veuillet Edmond Mouche      | Porsche 356/4 SL Coupe                | 1.25300     | Rang 19                         |
| 11=  | 9   | Pierre Meyrat Guy Mairesse          | Talbot-Lago T26 GS                    | 1.25300     | Rang 2                          |
| 13   | 29  | Norbert-Jean Mahé Jacques Péron     | Ferrari 212 Export                    | 1.24900     | Rang 9                          |
| 14   | 10  | Pierre Levegh René Marchand         | Talbot-Lago Monoplace Decalee         | 1.24900     | Rang 4                          |
| 15   | 33  | Giovanni Lurani Giovanni Bracco     | Lancia Aurelia B20 GT                 | 1.24300     | Rang 12                         |
| 16   | 35  | Eric Winterbottom John Marshall     | Frazer Nash Le Mans Replica           | 1.23100     | Rang 14                         |
| 17   | 32  | Yvonne Simon Betty Haig             | Ferrari 166 MM Berlinetta             | 1.22400     | Rang 15                         |
| 18   | 54  | Jacques Lecat Henri Senftleben      | Renault 4CV                           | 1.22400     | Rang 18                         |
| 19   | 28  | Nigel Mann Mortimer Morris-Goodall  | Aston Martin DB2                      | 1.21000     | Rang 10                         |
| 20   | 15  | Luigi Chinetti Jean Lucas           | Ferrari 340 America Barchetta         | 1.20400     | Rang 8                          |
| 21   | 53  | ust-Émile Vernet Jean Pairard       | Renault 4CV                           | 1.19800     | Rang 27                         |
| 22   | 27  | Peter Clark Jack Scott              | Aston Martin DB2                      | 1.19300     | Rang 13                         |
| 23   | 56  | Michel Aunaud Louis Pons            | DB Tank                               | 1.18700     | Rang 28                         |
| 24   | 21  | Robert Lawrie Ivan Waller           | Jaguar XK 120C                        | 1.17000     | Rang 11                         |
| 25   | 31  | Charles Moran Franco Cornacchia     | Ferrari 212 Export                    | 1.16700     | Rang 16                         |
| 26   | 34  | Richard Stoop Peter Wilson          | Frazer Nash Mille Miglia              | 1.15400     | Rang 18                         |
| 27   | 66  | Marcel Becquart Gordon Wilkins      | Jowett Jupiter R1                     | 1.13200     | Rang 21                         |
| 28   | 11  | André Morel André Chambas           | Talbot-Lago T26 Grand Sport Barchetta | 1.09900     | Rang 17                         |

### Klassensieger
| Klasse                                       | Fahrer                  | Fahrer          | Fahrzeug               | Platzierung im Gesamtklassement |
| -------------------------------------------- | ----------------------- | --------------- | ---------------------- | ------------------------------- |
| Index of Performance – 5. Annual Cup des ACO | Jean de Montrémy        | Jean Hémard     | Monopole X84           | Rang 23                         |
| 17. Biennale Cup                             | Jean de Montrémy        | Jean Hémard     | Monopole X84           | Rang 23                         |
| 5001–8000 cm³                                | kein Teilnehmer im Ziel |                 |                        |                                 |
| 3001–5000 cm³                                | Peter Walker            | Peter Whitehead | Jaguar XK-120C         | Gesamtsieg                      |
| 2001–3000 cm³                                | Eric Thompson           | Lance Macklin   | Aston Martin DB2       | Rang 3                          |
| 1501–2000 cm³                                | Giovanni Lurani         | Giovanni Bracco | Lancia Aurelia B20 GT  | Rang 12                         |
| 1101–1500 cm³                                | Marcel Becquart         | Gordon Wilkins  | Jowett Jupiter R1      | Rang 21                         |
| 751–1100 cm³                                 | Auguste Veuillet        | Edward Mouche   | Porsche 356/4 SL Coupe | Rang 19                         |
| –750 cm³                                     | Francois Landon         | André Briat     | Renault 4CV            | Rang 22                         |

### Renndaten
- Gemeldet: 68
- Gestartet: 60
- Gewertet: 30
- Rennklassen: 9
- Zuschauer: unbekannt
- Ehrenstarter des Rennens: Viscount de Rohan, Präsident des CSI
- Wetter am Rennwochenende: Regen am Samstag
- Streckenlänge: 13,492 km
- Fahrzeit des Siegerteams: 24:00:00,000 Stunden
- Gesamtrunden des Siegerteams: 268
- Gesamtdistanz des Siegerteams: 3611,193 km
- Siegerschnitt: 150.466 km/h
- Pole-Position: unbekannt
- Schnellste Rennrunde: Stirling Moss – Jaguar XK 120C (#22) – 4.46.800 = 169,356 km/h
- Rennserie: zählte zu keiner Rennserie